# Бобров, Николай Александрович
Никола́й Алекса́ндрович Бобро́в (19 апреля 1921 — 12 июля 1942) — советский военнослужащий, старший сержант, участник Великой Отечественной войны, Герой Советского Союза (1942, посмертно). Стрелок-радист бомбардировщика 44-го бомбардировочного авиационного полка Ленинградского фронта.

## Биография
Николай Александрович Бобров родился 19 апреля 1921 года в губернском городе Пензе РСФСР (ныне областной центр в Российской Федерации) в семье служащих Александра Николаевича и Евдокии Ивановны Бобровых. В 1923 году семья Бобровых переехала в Москву. Здесь Николай Бобров окончил среднюю школу № 342. В 1939 году поступил в Московский институт тонкой химической технологии им. М. В. Ломоносова. В ноябре 1939 года с первого курса института его призвали в ряды Рабоче-крестьянской Красной Армии. Военную службу Николай Бобров нес в Ленинграде, затем был направлен в школу младших авиационных специалистов. Незадолго до начала Великой Отечественной войны Николая Александровича направили в 44-й скоростной бомбардировочный авиационный полк 2-й смешанной авиационной дивизии Военно-воздушных сил Ленинградского военного округа, который базировался на аэродроме в Старой Руссе. Здесь стрелка-радиста Боброва определили в экипаж бомбардировщика «СБ» капитана С. М. Алёшина.
В боях с немецко-фашистскими захватчиками Николай Александрович Бобров участвовал с 22 июня 1941 года. Воевал на бомбардировщиках «СБ» и «Пе-2». В первые месяцы войны полк в составе Северного фронта участвовал в оборонительных операциях Красной Армии в Прибалтике и северо-западных районах РСФСР. Экипаж капитана С. М. Алёшина участвовал в налётах на скопления войск противника и бомбардировках военной инфраструктуры. Огнём пулемета стрелок-радист Н. А. Бобров обеспечивал выполнение экипажем боевых заданий. В сентябре 1941 года полк был выведен на доукомплектование, после чего в октябре 1941 года он в составе 2-й смешанной авиационной дивизии был подчинен Ленинградскому фронту. Под Ленинградом старший сержант Бобров в составе экипажа принимал участие в Тихвинской оборонительной операции и Тихвинской наступательной операции. 20 февраля 1942 года 2-я смешанная авиационная дивизия была расформирована. 44-й бомбардировочный авиационный полк был подчинен непосредственно Ленинградскому фронту, а с мая 1942 года вошёл в состав Ленинградской группы войск.
К июню 1942 года старший сержант Н. А. Бобров в составе экипажа совершил 67 успешных боевых вылетов, в том числе 47 — ночью. За время боев экипаж участвовал в 12 воздушных боях. В июне 1941 года 7 бомбардировщиков СБ, ведущим которых был капитан Алёшин, одержали победу над 12 истребителями противника. В этом бою стрелки Н. А. Бобров и В. А. Гончарук сбили 3 вражеских самолёта. На счету старшего сержанта Боброва числилось также 3 сбитых немецких бомбардировщика «Хе-111».
В июне 1942 года 44-й бомбардировочный авиационный полк вошёл в состав авиагруппы генерал-майора В. Н. Жданова. 12 июля 1942 года при заходе на цель у станции Лемболово (ныне — Всеволожский район Ленинградской области) «Пе-2» капитана Алёшина был подбит огнём зенитной артиллерии. Экипаж принял решение идти на огненный таран и направил самолёт на немецкую артиллерийскую батарею. 10 февраля 1943 года Указом Президиума Верховного Совета СССР капитану Семёну Михеевичу Алёшину, лейтенанту Владимиру Андреевичу Гончаруку и старшему сержанту Николаю Александровичу Боброву было присвоено звание Героев Советского Союза посмертно.

## Награды
- Медаль «Золотая Звезда» (10.02.1943, посмертно);
- орден Ленина (10.02.1943, посмертно);
- орден Красного Знамени (26.02.1942).

## Память

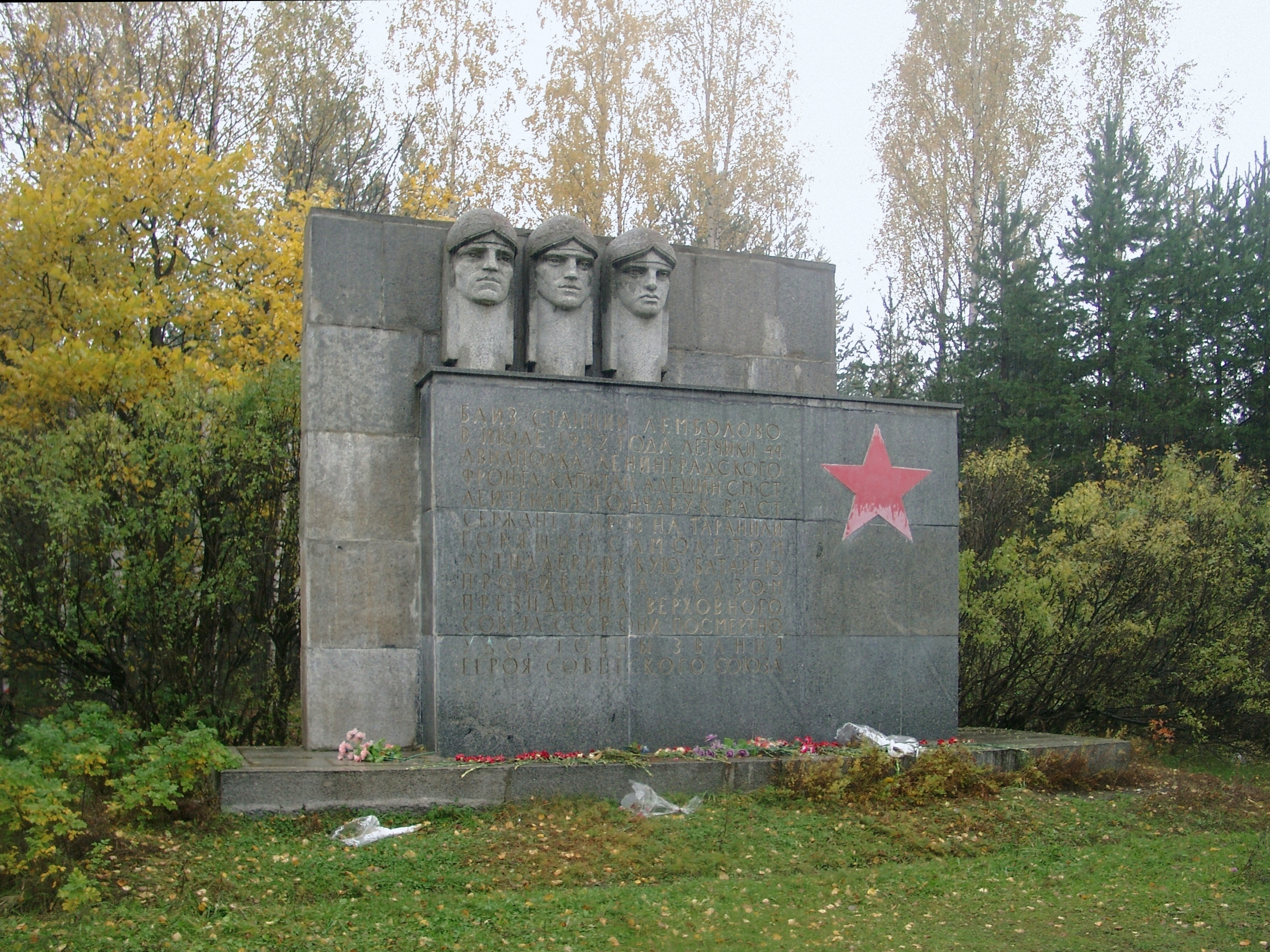
Монумент на месте гибели экипажа

- Памятник Героям Советского Союза капитану С. М. Алёшину, лейтенанту В. А. Гончаруку и старшему сержанту Н. А. Боброву установлен у железнодорожной платформы Лемболово во Всеволожском районе Ленинградской области в составе мемориала «Лемболовская твердыня».
- Имя Героя Советского Союза Н. А. Боброва носит Государственное бюджетное образовательное учреждение города Москвы школа № 1429.
- Имя Героя Советского Союза Н. А. Боброва носит муниципальное общеобразовательное учреждение «Средняя общеобразовательная школа «Лесновский центр образования» (пос. Лесное Всеволожского района Ленинградской области).

## Документы
- Общедоступный электронный банк документов «Подвиг Народа в Великой Отечественной войне 1941—1945 гг.» Архивировано 13 марта 2012 года.

Представление к званию Героя Советского Союза. Архивировано 16 мая 2013 года.
Указ Президиума Верховного Совета СССР о присвоении звания Героя Советского Союза. Архивировано 16 мая 2013 года.
Комплект наградных документов на орден Красного Знамени. Архивировано 16 мая 2013 года.
- Обобщённый банк данных «Мемориал». Архивировано 10 мая 2012 года.

ЦАМО, ф. 58, оп. 818883, д. 924 (недоступная ссылка — история).
ЦАМО, ф. 20246, оп. 2, д. 1 (недоступная ссылка — история).
ЦАМО, ф. 58, оп. 818883, д. 5 (недоступная ссылка — история).